# 입 냄새
입 냄새(Bad breath, halitosis)는 호흡할 때 눈에 띄게 불쾌한 냄새가 존재하는 증상을 말한다. 이 증상이 있는 사람은 불안을 초래할 수 있다. 우울증 및 강박 장애와도 관련이 된다.
입 냄새 문제는 진성인 경우과 진성이 아닌 경우로 나눌 수 있다. 진성에 속하는 입 냄새 환자의 경우 전체 케이스 중 약 85%가 입 안으로부터 나온다. 나머지의 경우는 코, 코곁굴, 목구멍, 허파, 식도, 위의 질병으로 인한 것으로 간주된다. 입 냄새는 간부전이나 케토애시도시스와 같은 기반 질병에 의한 것일 수도 있지만 이러한 경우는 드문 편이다. 진성이 아닌 경우는 환자 스스로는 불결한 숨결을 느끼지만 다른 사람들은 이를 알아채지 못하는 경우이다. 이는 사례 중 5%에서 70%를 차지하는 것으로 짐작된다.
치료는 기반이 되는 병인에 의해 진행된다. 초기에는 혀 청소, 구강 세정, 치실 사용을 통해 이루어진다. 클로르헥시딘이나 세틸피리디늄클로라이드를 포함하는 구강세정제를 사용하는 것을 뒷받침하는 잠정적 증거가 존재한다. 혀 클리너를 사용하는 것에 대한 잠정적 이점이 있으나 이를 최종 결론으로 도출해내는 것은 충분하지 않다. 치주염, 충치, 위 식도 역류병과 같은 기반 질병을 치료하는 것은 도움이 될 수 있다. 입 냄새가 난다고 잘못 인식하고 있는 환자에게는 상담을 받는 것이 유용할 수 있다.
구취의 추정 발생률은 전체 인구의 6%에서 50%까지 다양하다. 구취에 대한 걱정은 충치와 치주염에 이어 사람들이 치과 치료를 찾는 세 번째로 흔한 이유이다. 나이가 들면서 더 흔해지는 것으로 알려져 있다. 구취는 사회적 금기로 여겨지며, 영향을 받는 사람들은 오명을 받을 수 있다. 미국인들은 구취 치료를 위해 매년 10억 달러 이상을 구강 세정제에 지출한다.

## 징후 및 증상
구취는 들숨에서 불쾌한 냄새가 현저하게 나는 것으로 여겨지는 경우이다. 이는 영향을 받는 사람들 사이에서 불안을 유발할 수 있다. 또한 기분 장애 및 강박 장애 증상과도 관련이 있다.

## 원인

### 입
진정한 구취 사례의 약 90%에서 냄새의 원인은 입 자체에 있다. 이를 구강내 구취, 구강 악취 또는 구강 구취라고 한다.
가장 흔한 원인은 구강 위생 불량으로 인해 혀의 뒤쪽이나 입의 다른 부위에 냄새를 유발하는 미생물막이 형성되는 것이다. 이 미생물막은 고농도의 불쾌한 냄새를 생성한다. 냄새는 주로 단백질이 개별 아미노산으로 분해된 후 특정 아미노산이 추가로 분해되어 감지 가능한 불쾌한 기체를 생성함으로써 발생한다. 휘발성 황 화합물은 구강 악취 수준과 관련이 있으며, 성공적인 치료 후에는 일반적으로 감소한다. 입의 다른 부분도 전체 냄새에 기여할 수 있지만, 혀의 뒤쪽만큼 흔하지는 않다. 이러한 부위는 발생률이 높은 순서로 치간 및 치하 틈새, 결함 있는 치과 보철물, 치아 사이의 음식 잔류 부위, 농양, 청결하지 않은 의치이다. 단순 헤르페스 및 인유두종 바이러스와 같은 바이러스 감염으로 인한 구강 병변도 구취에 기여할 수 있다.
구취의 강도는 특정 음식(예: 마늘, 양파, 고기, 생선, 치즈) 섭취, 담배 흡연, 및 음주로 인해 하루 종일 달라질 수 있다. 밤에는 입에 산소가 적게 공급되고 비활동적이므로 냄새는 일반적으로 깨어날 때 더 심하다("아침 입냄새"). 구취는 일시적일 수 있으며, 종종 식사, 음료 섭취, 양치질, 치실질, 또는 특수 구강 세정제로 헹군 후에 사라진다. 구취는 또한 지속적일 수 있으며(만성 구취), 이는 인구의 약 25%에게 다양한 정도로 영향을 미친다.

#### 혀

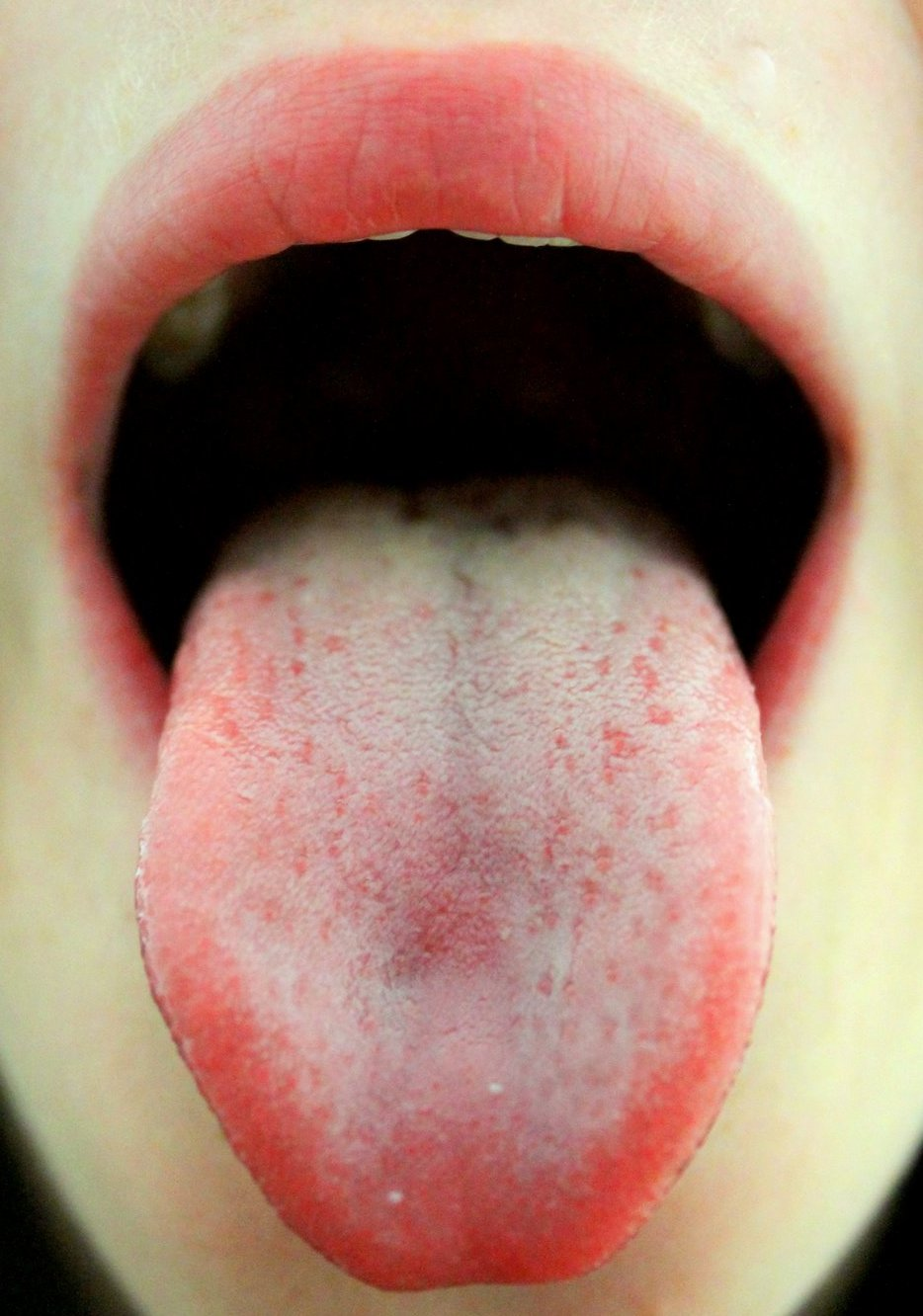
혀의 정상적인 모습, 약간의 가시적인 흰색 코팅과 후방 등쪽의 정상적인 불규칙한 표면을 보여준다

입과 관련된 구취의 가장 흔한 위치는 혀이다. 혀 박테리아는 악취성 화합물과 지방산을 생성하며, 입과 관련된 구취 사례의 80~90%를 차지한다. 자연적으로 발생하는 많은 양의 박테리아는 혀의 뒤쪽 등쪽에서 발견되는 경우가 많으며, 그곳에서는 정상적인 활동에 의해 비교적 방해받지 않는다. 혀의 이 부분은 비교적 건조하고 잘 닦이지 않으며, 혀 등쪽의 복잡한 미생물 구조는 혐기성 박테리아에 이상적인 서식지를 제공하며, 이들은 지속적으로 형성되는 음식 부스러기, 죽은 상피 세포, 후비루 및 그 위에 있는 살아있는 박테리아와 죽은 박테리아의 혀 코팅 아래에서 번성한다. 혀에 남아 있을 경우, 이러한 박테리아의 무산소 호흡은 인돌, 스카톨, 폴리아민의 부패성 냄새 또는 황화수소, 메틸 메르캅탄, 알릴 메틸 설파이드, 다이메틸 설파이드와 같은 휘발성 황 화합물(VSC)의 "썩은 달걀" 냄새를 생성할 수 있다. 혀 뒤쪽에 구취를 유발하는 박테리아가 존재한다고 해서 혀 코팅과 혼동해서는 안 된다. 박테리아는 육안으로 보이지 않으며, 구취가 있는 사람과 없는 사람 모두에게 다양한 정도의 흰색 혀 코팅이 존재한다. 눈에 보이는 흰색 혀 코팅이 항상 혀 뒤쪽이 구취의 원인이라는 것을 의미하지는 않는다. 그러나 "백태"는 구취의 징후로 여겨진다. 구강내과에서는 일반적으로 백태는 여러 의학적 상태의 징후로 간주된다. 치주염 환자는 정상인에 비해 백태 유병률이 6배 더 높은 것으로 나타났다. 구취 환자 또한 구취가 없는 개인에 비해 이 부위의 세균 부하가 현저히 높은 것으로 나타났다.

#### 잇몸
치은 열구는 치아와 잇몸 사이의 작은 홈으로, 건강할 때도 존재하지만 치은염이 있을 때는 염증이 생길 수 있다. 치은 열구와 치주낭의 차이는 전자는 깊이가 3mm 미만이고 후자는 3mm 이상이라는 점이다. 치주낭은 일반적으로 치주 질환을 동반한다. 구취 유발에서 치주 질환의 역할에 대해 논란이 있다. 그러나 진행된 치주 질환은 심한 구취의 흔한 원인이다. 통제되지 않은 당뇨병 환자는 다발성 치은 및 치주 농양이 발생할 가능성이 더 높다. 그들의 잇몸은 큰 주머니가 뚜렷하며, 그곳에 농이 축적된다. 이러한 감염의 초점은 구취의 잠재적인 원인이 될 수 있다. 치하 치석(즉, 치석 또는 단단한 치태)과 부서지기 쉬운 조직을 제거하면 구취가 상당히 개선되는 것으로 나타났다. 이는 치하 스케일링 및 치근 활택술과 항생제 구강 세정제로 관개함으로써 이루어진다. 치은염과 치주 질환을 유발하는 박테리아(치주 병원균)는 항상 그람 음성균이며 VSC를 생성할 수 있다. 메틸 메르캅탄은 치주 질환 및 치은염으로 인한 구취에서 가장 큰 기여를 하는 VSC로 알려져 있다. 호흡의 VSC 수준은 치주낭 깊이, 주머니 수, 그리고 치과 탐침으로 검사했을 때 주머니에서 출혈이 있는지 여부와 양의 상관관계가 있는 것으로 나타났다. 실제로 VSC는 치주 질환의 특징인 염증 및 조직 손상에 기여하는 것으로 나타났다. 그러나 치주 질환이 있는 모든 환자가 구취를 가지고 있는 것은 아니며, 구취가 있는 모든 환자가 치주 질환을 가지고 있는 것은 아니다. 치주 질환 환자가 일반 인구보다 구취가 발생할 가능성이 높지만, 구취 증상은 치주 질환의 심각성보다 혀 코팅의 정도와 더 강하게 관련되어 있는 것으로 나타났다. 치주 질환의 또 다른 가능한 증상은 불쾌한 맛이지만, 이는 다른 사람들이 감지할 수 있는 악취를 반드시 동반하는 것은 아니다.

#### 기타 원인
입 안에서 보고된 다른 덜 흔한 원인으로는 다음이 포함된다.
- 심한 충치 – 국소적인 음식 잔류 및 정체를 유발한다.
- 최근 치아 발치窩 – 혈액 응고로 채워지며, 세균 증식에 이상적인 서식지를 제공한다.
- 치간 음식 끼임 – (치아 사이에 음식이 끼는 것) – 이는 결손치, 기울어진 치아, 간격이 있는 치아, 삐뚤어진 치아 또는 불량하게 형성된 인접 치과 충전물로 인해 발생할 수 있다. 음식물 찌꺼기가 갇혀 느린 세균성 부패를 겪고 악취성 휘발성 물질을 방출한다. 음식 끼임은 또한 치간 칫솔이나 치실로 음식 끼인 부위를 청소하면 완화되는 치과 통증을 특징으로 하는 국소적인 치주 반응을 유발할 수 있다.
- 아크릴 의치(플라스틱 의치) – 매일 밤 보철물을 세척하고 제거하지 않는 등 부적절한 의치 위생 관행은 플라스틱 자체에서 또는 미생물이 변화된 환경에 반응하면서 입에서 악취를 유발할 수 있다. 플라스틱은 실제로 다공성이며, 장착 표면은 일반적으로 불규칙하며, 무치악 구강 해부학적 구조에 맞게 조각되어 있다. 이러한 요인들은 세균 및 효모 잔류를 유발하며, 이는 전형적인 냄새를 동반한다.
- 구강 감염
- 구강 궤양
- 단식
- 심리적 스트레스 또는 불안
- 월경 주기 – 월경 주기 중간 및 월경 중에는 여성의 호흡 VSC가 증가하는 것으로 보고되었다.
- 흡연 – 흡연은 구강 악취의 두 번째로 흔한 원인인 치주염과 관련이 있다. 흡연은 또한 충치 증가부터 전암성 병변 및 심지어 구강암까지 입에 많은 다른 부정적인 영향을 미친다.
- 술
- 휘발성 음식 – 예: 양파, 마늘, 두리안, 양배추, 콜리플라워 및 무. 휘발성 음식은 입에 악취성 잔류물을 남길 수 있으며, 이는 세균성 부패 및 VSC 방출의 대상이 된다. 그러나 휘발성 음식은 혈액 매개 구취 메커니즘을 통해 구취를 유발할 수도 있다.
- 의약품 – 종종 약물은 구강건조증(마른 입)을 유발할 수 있으며, 이는 입 안의 미생물 증식을 증가시킨다.

### 코와 코곁굴
이 경우 콧구멍을 통해 나오는 공기는 구강 냄새와 다른 자극적인 냄새를 풍긴다. 코 냄새는 코곁굴 감염이나 이물질로 인해 발생할 수 있다.
구취는 종종 만성 비부비동염의 증상으로 언급되지만, 황금 표준 호흡 분석 기술은 적용되지 않았다. 이론적으로, 관련될 수 있는 객관적 및 주관적 구취의 여러 가지 가능한 메커니즘이 있다.

### 편도
편도의 상태로 인해 발생하는 구취 사례의 비율에 대해서는 이견이 있다. 일부는 입 다음으로 편도가 구취의 가장 중요한 원인이라고 주장한다. 한 보고서에 따르면, 구취 사례의 약 3%가 편도와 관련이 있었다. 구취와 관련될 수 있는 편도 상태로는 만성 카세우스성 편도염 (편도 와에서 치즈 같은 물질이 삼출될 수 있음), 편도결석, 그리고 덜 흔하게는 편도주위농양, 방선균증, 증식성 악성 종양, 연골 연골종, 및 염증성 근섬유모세포종양 등이 있다.

### 식도
위와 식도 사이의 밸브인 하부 식도 조임근이 히아탈 헤르니아 또는 위 식도 역류병으로 인해 제대로 닫히지 않아 위산이 식도로 유입되고 가스가 입으로 빠져나올 수 있다. 젠커 게실 또한 식도에 음식물이 남아있어 구취를 유발할 수 있다.

### 위
위는 대부분의 연구자들에 의해 구취의 매우 드문 원인으로 간주된다. 식도는 폐쇄되고 수축된 관이며, 위에서 가스나 악취 나는 물질이 지속적으로 흐르는 것은 위 내용물을 역류시키거나 위와 식도 사이에 누공이 있는 것과 같은 건강 문제를 나타낸다. 이는 단순히 악취보다 더 심각한 증상을 보일 것이다.
마늘 소화의 부산물인 알릴 메틸 설파이드의 경우, 냄새는 위에서 대사되지 않으므로 위에서 나는 것이 아니다.

### 전신 질환
불쾌한 입 냄새를 유발할 수 있는 몇 가지 전신적(비구강적) 의학적 상태가 있지만, 이는 일반 인구에서는 드물다. 그러한 상태는 다음과 같다.
1. 간성구취: 만성 간부전으로 인한 희귀한 유형의 구취의 예시.
2. 하기도감염 (기관지 및 폐 감염).
3. 신장 감염 및 콩팥 기능상실.
4. 암종.
5. 트라이메틸아민뇨증 ("생선 냄새 증후군").
6. 당뇨병.
7. 물질대사 상태, 예를 들어 혈중 다이메틸 설파이드 상승.[20]

위의 상태에 영향을 받는 개인은 구취 외에 진단적으로 더 결정적인 추가 증상을 보이는 경우가 많다.

### 망상성 구취
구취에 대한 전문적인 조언을 구하는 사람들 중 4분의 1은 구취를 가지고 있다는 과장된 우려를 가지고 있는데, 이를 구취공포증, 망상성 구취 또는 후각 참조 증후군의 발현이라고 한다. 그들은 많은 사람들이 객관적인 의견을 구하지 않았음에도 불구하고 자신에게 구취가 있다고 확신한다. 구취는 성인 인구의 약 0.5~1.0%의 삶에 심각하게 영향을 미칠 수 있다.

## 진단
구취를 진단하는 5가지 검사 방법이 있다. 자가 평가, 타인 평가, 장기 평가, 화학 및 효소 검사, 그리고 구취 측정이다.

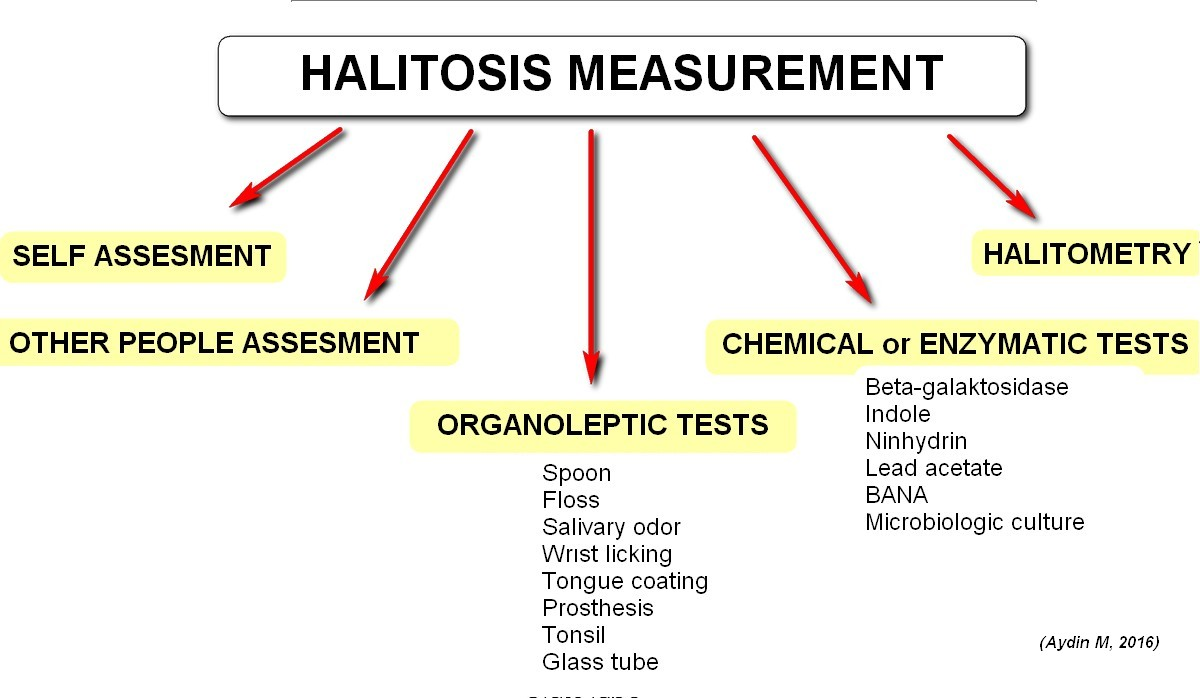

구취를 검사하는 많은 방법과 수정된 프로토콜이 있다. 화학 및 효소 검사는 입안에 존재하는 세균 종, 그 대사 산물 또는 효소를 확인하는 반면, 구취 측정기는 가스를 완벽하게 정량화하지만 구취 자체를 감지하지는 못한다. 인간의 코를 이용한 검사(자가 평가, 피드백 또는 검사자에 의한 장기 평가)는 구취를 직접 감지하는 것을 목표로 하지만, 개인이 구취에 대한 불만이 없을 경우 장기 평가만으로는 정확한 진단에 충분하지 않다. 구취의 존재, 진행 또는 치유에 대한 정보는 주로 두 가지 핵심 요소에 달려 있다. 1. 자가 평가 및 2. 타인의 피드백. 이 두 가지 모두 구취를 가진 개인이 의학적 치료를 받도록 이끄는 주요 동기 부여 요인이다. 그러나 다른 진단 도구와 방법은 상당한 어려움에 직면한다.

### 자가 진단
과학자들은 오랫동안 순응으로 인해 자신의 입 냄새를 맡는 것이 종종 어렵다고 생각했지만, 구취가 있는 많은 사람들은 다른 사람에게서 그것을 감지할 수 있다. 연구에 따르면 구취에 대한 자가 평가는 얼마나 나쁠 것이라고 생각하는지에 대한 선입견 때문에 쉽지 않다. 일부 사람들은 나쁜 맛 (금속성, 시큼한, 변 냄새 등) 때문에 구취가 있다고 가정하지만, 나쁜 맛은 좋지 않은 지표로 간주된다.
환자들은 종종 친한 친구에게 물어 자가 진단을 한다.
구취의 유무를 확인하는 인기 있는 가정 방법 중 하나는 손목 뒤를 혀로 핥은 다음, 침이 1~2분 동안 마르도록 두었다가 냄새를 맡는 것이다. 이 검사는 연구 결과에 따르면 과대평가로 이어지므로 피해야 한다. 더 나은 방법은 일회용 플라스틱 숟가락으로 혀의 뒤쪽을 가볍게 긁어 마르는 잔여물을 냄새 맡는 것이다. 현재 혀 면봉의 폴리아민 및 황 화합물 유무를 화학 반응으로 검사하는 가정용 검사가 가능하지만, 이들이 냄새를 얼마나 잘 감지하는지를 보여주는 연구는 거의 없다. 또한, 입 냄새는 여러 요인에 따라 하루 종일 강도가 변하므로 여러 번의 검사 세션이 필요할 수 있다.

### 검사
구취가 지속되고 다른 모든 의학적 및 치과적 요인이 배제된 경우, 전문적인 검사 및 치료가 필요하다. 현재 수백 개의 치과 진료실과 상업용 구취 클리닉에서 구취를 진단하고 치료한다고 주장한다. 이들은 종종 구취 진단을 위해 여러 가지 실험실 방법을 사용한다.
- 할리미터: 구강 공기 중 황 방출량(특히 황화수소)을 측정하는 데 사용되는 휴대용 황 모니터. 제대로 사용하면 특정 VSC 생성 박테리아의 수준을 결정하는 데 매우 효과적일 수 있다. 그러나 임상 적용에는 단점이 있다. 예를 들어, 다른 일반적인 황화물(예: 메르캅탄)은 쉽게 기록되지 않고 검사 결과에서 잘못 표시될 수 있다. 마늘이나 양파와 같은 특정 음식은 최대 48시간 동안 호흡에 황을 생성하여 오탐지를 유발할 수 있다. 할리미터는 또한 알코올에 매우 민감하므로 검사 12시간 전에는 알코올을 마시거나 알코올 함유 구강 세정제를 사용하지 않아야 한다. 이 아날로그 기계는 시간이 지남에 따라 민감도가 떨어지며 정확도를 유지하려면 주기적인 재보정이 필요하다.[24]
- 기체 크로마토그래피: 휴대용 기기가 연구 중이다.[25] 이 기술은 구강 공기 샘플에서 주요 VSC(황화수소, 메틸 메르캅탄, 다이메틸 설파이드 등)의 분자 수준을 디지털로 측정하도록 설계되었다. 호흡의 황 성분을 정확하게 측정하고 컴퓨터 인터페이스를 통해 그래프 형태로 시각적 결과를 생성한다.
- BANA 테스트: 이 테스트는 특정 구취 관련 박테리아의 존재를 나타내는 효소의 타액 수준을 찾는 것을 목표로 한다.
- β-갈락토시다아제 테스트: 이 효소의 타액 수준은 구강 악취와 관련이 있는 것으로 나타났다.

이러한 기기 및 검사는 구취 클리닉에서 널리 사용되지만, 구취 측정의 가장 중요한 측정(황금 표준)은 훈련된 전문가가 수행하는 냄새의 수준 및 유형에 대한 실제 냄새 맡기 및 점수 매기기("관능적 측정")이다. 냄새 수준은 일반적으로 6점 강도 척도로 평가된다.

### 분류
구취를 정의하기 위한 여러 가지 분류 체계가 제안되었다.

#### 미야자키 외
미야자키 외 분류는 원래 1999년 일본 과학 출판물에서 설명되었으며, 이후 특히 구취 공포증과 관련하여 북미 사회를 반영하도록 수정되었다. 이 분류는 구취 증상을 진성 구취, 가성 구취, 구취 공포증의 세 가지 주요 범주로 나눈다.
- 진성 구취
  - A. 생리적 구취
  - B. 병리적 구취
    - (i) 구강성
    - (ii) 구강 외성
- 가성 구취
- 구취 공포증

이 분류는 유연성이 부족하고 가성 구취 및 구취 공포증 범주에 정신병리학적 의미가 포함되어 있다는 비판을 받았다.

#### 탕게르만과 윙켈
탕게르만과 윙켈 분류는 2002년 유럽에서 제안되었다. 이 분류는 진성 구취가 있는 경우에만 초점을 맞추므로, 미야자키 외 분류에 비해 치의학에서 임상적으로 덜 유용하다는 비판을 받았다.
- 구강내 구취
- 구강 외 구취
  - A. 혈액 매개 구취
    - (i) 전신 질환
    - (ii) 대사 질환
    - (iii) 음식
    - (iv) 약물

  - B. 비혈액 매개 구취
    - (i) 상기도
    - (ii) 하기도

같은 저자들은 또한 구취를 냄새의 특성에 따라 3가지 그룹으로 나눌 수 있다고 제안했다.
- 휘발성 황 화합물(VSC)에 의해 발생하는 "황 또는 변 냄새", 가장 두드러지게는 메틸 메르캅탄, 황화 수소, 다이메틸 설파이드.
- 아세톤에 의해 발생하는 "과일 냄새", 당뇨병에서 나타남.
- 암모니아, 다이메틸 아민, 트라이메틸아민(TMA)에 의해 발생하는 "소변 냄새 또는 암모니아 냄새", 트라이메틸아민뇨증 및 요독증에서 나타남.

#### 아이딘과 하비-우드워스
기존 분류 시도의 장점과 약점을 바탕으로, 아이딘과 하비-우드워스는 원인 기반 분류를 제안했다.
- 유형 0 (생리적)
- 유형 1 (구강)
- 유형 2 (기도)
- 유형 3 (위식도)
- 유형 4 (혈액 매개)
- 유형 5 (주관적)

모든 구취 증상은 모든 건강한 개인에게 존재하는 생리적 냄새 위에 이러한 유형들이 어떤 조합으로든 합쳐진 것일 수 있다.

## 관리
구취를 개선하기 위한 접근법은 구강 내 세균을 감소시키기 위한 물리적 또는 화학적 수단, 냄새를 가리는 제품, 또는 냄새를 유발하는 분자를 변화시키는 화학 물질을 포함할 수 있다. 치약, 구강 세정제, 레이저, 혀 긁기, 구강 헹굼 등 다양한 개입이 제안되고 시도되었다. 어떤 개입이 효과적이고 어떤 것이 더 효과적인지에 대한 강력한 증거는 없다. 담배 제품을 사용하는 사람들은 중단하는 것이 권장된다. 식단 변화나 껌의 이점을 뒷받침하는 증거는 없다.

### 기계적 조치
양치질은 도움이 될 수 있다. 혀 닦기가 잠정적인 이점을 보인다는 증거는 있지만, 명확한 결론을 내리기에는 충분하지 않다. 치실이 유용할 수 있다.

### 구강 청정제
구강 세정제는 종종 세틸피리디늄 염화물, 클로르헥시딘, 글루콘산 아연, 염화 아연, 젖산 아연, 과산화 수소, 이산화 염소, 아민 플루오르화물, 플루오르화 주석, 히노키티올, 및 에센셜 오일을 포함한 항균제를 함유하고 있다. 리스테린은 다양한 에센셜 오일로 구성된 잘 알려진 구강 세정제 제품 중 하나이다. 약초 제품과 프로바이오틱스를 포함한 다른 제형들도 제안되었다. 세틸피리디늄 염화물과 클로르헥시딘은 일시적으로 치아를 착색시킬 수 있다.

### 기저 질환
치주염과 충치가 있는 경우 치료하는 것이 권장된다.
구강 외 질환이 문제에 기여한다고 여겨지는 경우, 치료는 개선을 가져올 수 있다.
구취가 있다고 잘못 믿는 사람들에게는 상담이 유용할 수 있다.

## 역학
연구자들이 일반 인구의 구취 유병률을 추정하기 어려운 몇 가지 이유가 있다. 첫째, 구취는 사회적 금기 및 낙인 대상이므로, 개인이 그러한 연구에 참여하거나 상태에 대한 경험을 정확하게 보고하는 의지에 영향을 미칠 수 있다. 둘째, 어떤 진단 기준과 어떤 탐지 방법을 사용하여 어떤 개인이 구취를 가지고 있고 어떤 개인이 구취를 가지고 있지 않은지를 정의해야 하는지에 대한 보편적인 합의가 없다. 일부 연구는 구취에 대한 자가 보고 추정에 의존하며, 이것이 실제 구취의 신뢰할 수 있는 예측 변수인지 아닌지에 대한 논쟁이 있다. 이러한 문제들을 반영하여 보고된 역학 데이터는 매우 다양하다.

## 역사, 사회, 문화
구취에 대한 가장 오래된 언급은 고대 이집트에서 발견되는데, 이집트 피라미드가 건설되기 전부터 치약에 대한 상세한 조리법이 만들어졌다. 기원전 1550년의 에버스 파피루스에는 향, 계피, 몰약, 벌꿀을 기반으로 한 구취 치료용 정제가 설명되어 있다. 히포크라테스 의학은 구취 치료를 위해 적포도주와 향신료로 만든 구강 세정제를 권장했다. 알코올 함유 구강 세정제는 입을 건조시켜 미생물 증식을 증가시키므로 구취를 악화시키는 것으로 현재는 생각된다. 히포크라테스 코르푸스는 또한 구취가 있는 여성을 위한 대리석 가루 기반의 조리법을 설명한다. 고대 로마의 의사 플리니는 입 냄새를 좋게 하는 방법에 대해 썼다.
고대 중국 황제는 방문객들에게 알현 전에 정향나무를 씹도록 요구했다. 탈무드는 구취를 결혼 면허의 법적 파기 사유가 될 수 있는 장애로 묘사한다. 초기 이슬람 신학은 치아와 혀를 시왁, 즉 사바드라 페르시카 나무에서 나온 막대기로 닦아야 한다고 강조했다. 이 전통적인 씹는 막대기는 특히 사우디아라비아에서 미스왁이라고도 불리며, 본질적으로 나뭇가지로 만든 천연 칫솔과 같다. 르네상스 시대에 앙리 3세의 의사인 로랑 주베르는 구취가 "폐와 심장으로 떨어져 심각한 손상을 일으키는 위험한 미아즈마로 인해 발생한다"고 말했다.
B. G. Jefferis와 J. L. Nichols의 "Searchlights on Health" (1919)에서는 다음과 같은 조리법을 제공한다. "식사 후 다음 혼합물 한 티스푼: 소다 염화물 1온스, 탄산 칼륨 용액 1온스, 인산 소다 1.5온스, 물 3온스."
오늘날 구취는 가장 큰 사회적 금기 중 하나이다. 일반 대중은 구취 예방에 큰 중요성을 부여하며, 이는 미국 소비자들이 구취 제거제 유형의 구강 헹굼제, 민트 및 관련 일반 의약품에 매년 10억 달러를 지출하는 것으로 나타난다. 이러한 관행 중 많은 부분이 단순히 냄새를 가리기 위한 단기적인 시도에 불과하다. 일부 저자들은 구취에 대한 우려에 진화적 근거가 있다고 제안했다. 불쾌한 냄새에 대한 본능적인 혐오감은 상한 음식원 및 기타 잠재적으로 감염성이 있거나 해로운 물질을 감지하는 기능을 할 수 있다. 일반적으로 체취는 인간의 짝 선택에 중요한 역할을 하는 것으로 생각되며, 불쾌한 냄새는 질병, 따라서 잠재적으로 현명하지 못한 짝 선택을 나타낼 수 있다. 구취에 대한 보고는 알려진 가장 초기 의학 문헌에서 발견되지만, 사회적 낙인은 시간이 지남에 따라 변했을 가능성이 있으며, 아마도 광고 압력을 포함한 사회문화적 요인 때문에 부분적으로 변했을 것이다. 결과적으로 구취의 부정적인 정신사회적 측면은 악화되었을 수 있으며, 구취 공포증과 같은 정신과적 상태는 역사적으로보다 더 흔할 것이다. 진정한 구취 여부에 관계없이 구취 때문에 자살한 사람들의 드문 보고가 있었다.

### 어원
'halitosis'라는 단어는 '숨결'을 의미하는 라틴어 'halitus'와 '병든' 또는 '상태'를 의미하는 그리스어 접미사 '-osis'에서 유래되었다. 현대 소비주의와 함께, 광고 압력과 기존의 악취에 대한 진화적 혐오감 사이에는 복잡한 상호 작용이 있었다. 리스테린이 'halitosis'라는 용어를 만들어냈다는 대중적 믿음과는 달리, 그 기원은 제품이 존재하기 전으로 거슬러 올라가며, 1874년 의사 조셉 윌리엄 하우가 자신의 저서 "The Breath, and the Diseases Which Give It a Fetid Odor"에서 만들어낸 용어이다. 하지만 이 용어는 1920년대에 리스테린이 "만성 구취"에 대한 해결책으로 광고 캠페인을 펼치면서 널리 사용되게 되었다. 이 회사는 미국에서 최초로 구강 세정제를 제조했다. 괴짜 경제학에 따르면:
 리스테린은 "...19세기에 강력한 수술용 살균제로 발명되었다. 이후 증류된 형태로 바닥 청소제와 임질 치료제로 판매되었다. 하지만 1920년대에 "만성 구취"—당시에는 잘 알려지지 않은 의학 용어—에 대한 해결책으로 홍보될 때까지는 큰 성공을 거두지 못했다. 리스테린의 새로운 광고는 결혼을 간절히 원하지만 배우자의 지독한 입 냄새 때문에 마음이 식은 절망적인 젊은 여성과 남성을 특징으로 했다. "저 사람과도 행복할 수 있을까?" 한 처녀가 스스로에게 물었다. 그 전까지는 입 냄새가 그렇게 큰 재앙으로 여겨지지 않았지만, 리스테린이 그것을 바꿨다. 광고 학자 제임스 B. 트위첼이 썼듯이, "리스테린은 구강 세정제를 만든 것이 아니라 구취를 만들었다." 불과 7년 만에 회사의 매출은 11만 5천 달러에서 800만 달러 이상으로 증가했다."

### 대체의학
전통적인 아유르베다 의학에 따르면, 빈랑과 구장 잎을 씹는 것은 구취 치료에 효과가 있다. 남아시아에서는 빈랑이나 빈랑 열매와 구장 잎을 씹는 것이 입 냄새를 상쾌하게 하고 자극제 효과가 있어 연인들 사이의 풍습이었다. 빈랑 열매와 잎은 모두 가벼운 자극제이며 반복 사용 시 중독성이 있을 수 있다. 빈랑 열매는 씹을 때 충치와 치아의 붉거나 검은 착색을 유발하기도 한다. 그러나 빈랑 열매와 구장 잎을 씹는 것은 백색판증과 점막하 섬유증과 같은 전암성 병변을 유발할 수 있으며, 구강 및 구인두 편평 세포 암종 (구강암)의 위험 요인으로 인식되고 있다.
대체의학 종사자와 판매자들은 구취 치료에 유익하다고 주장하는 다양한 제품을 판매하고 있는데, 여기에는 건강 보조제, 비타민, 구강 프로바이오틱스 등이 포함된다. 구취는 종종 "칸디다 과민성 증후군" 또는 관련 질병의 증상으로 주장되며, 항진균제 또는 곰팡이 감염 치료를 위한 대안 약물로 치료 가능하다고 주장된다.

## 연구
1996년, 국제 구취 연구 학회(ISBOR)가 모든 측면의 구취에 대한 다학제적 연구를 장려하기 위해 설립되었다.